# MPEG-2
MPEG-2 (ISO/IEC 13818) se je prvič pojavil v juliju leta 1990 pod imenom »Generic coding of Moving Pictures and Associated Audio«. Novembra 1994 pa so bili potrjeni prvi trije deli standarda, eno leto kasneje pa še ostali. MPEG-2 standard je pravzaprav razširitev standarda MPEG-1. Ustvarjen je bil z namenom za razširjeno oddajanje pri velikem pretoku podatkov (3-15 Mbit/s). Vpeljuje dodatne algoritme za efektivno kodiranje prepletenega videa, podporo za širok rang pretoka bitov, ter podporo za kodiranje večkanalnega prostorskega zvoka.

Sestavljen je iz 8 osnovnih delov. Prvi trije deli združujejo internacionalno definicijo standarda, ostali pa le izpolnjujejo različne nivoje.

Ena najbolj pomembnih razširitev standarda je 4:2:2 profil (format ponazarja, da je polovica vrednosti krominance = razlika dejanske barve in prikazane, izbrisana), ki razširja uporabo MPEG-2 za televizijski studio.

Tehnologije, ki še uporabljajo MPEG-2 so:
- CATV (Cable Television) – uporablja MPEG-2 za kompresijo in dekompresijo videa za destribucijo in prenos. Želijo imeti čim bolj kvaliteten video in pasovna širina je na voljo za visoke hitrosti prenosa.
- DBS (Direct Broadcast Satellite) – uporabljajo ta standard za direkten prenos audia in videa.
- največ ga pa srečujemo na DVD-jih (Digital Versatile Disc).

## Nivoji kodiranja
- Prvi nivo MPEG-2 standarda opredeljuje združevanje enega ali več osnovnih tokov videa in zvoka, kot tudi drugih podatkov v enega samega ali več tokov primernih za shranjevanje ali oddajanje. Toki podatkov so tako razdeljeni v dve veji: Programski tok in Transportni tok.
- Drugi nivo MPEG-2 gradi na visokih zmožnostih stiskanja videa v MPEG-1 standardu z uporabo široke palete kodirnih orodij, ki so grupirani v profile za doseganje boljše učinkovitosti.
- Tretji nivo standarda je združljiva razširitev večkanalnega zvoka v MPEG-1 standardu.
- Četrti in peti nivo sovpadata s 4. in 5. delom MPEG-1 standarda in ponazarjata Testiranje prilagajanja, ter Programsko simulacijo (zig-zag skeniranje in napovedovalno kodiranje).
- Šesti nivo MPEG-2 standarda je t. i. Digital Storage Media Command and Control (DSM-CC). Združuje več protokolov za nadzor funkcij in operacij pri vodenju z MPEG-1 in MPEG-2 tokovi bitov.
- Sedmi nivo opredeljuje algoritem za kodiranje večkanalnega prostorskega zvoka, ki pa ni združljiv z zvokom v MPEG-1.
- Osmi nivo MPEG-2 standarda je t. i. realno časovni vmesnik (RTI), ki izvaja prilagajanje za dekodirnike transportnega toka.

## Razlike med MPEG-1 in MPEG-2
- MPEG-1 dovoljuje samo progresivna zaporedja slik. MPEG-2 pa dovoli tudi prepleteno (interlaced)  zaporedje.
- MPEG-2 dovoli višji podatkovni nivo prenosa kot MPEG-1.
- MPEG-2 dovoli prostorski zvok (sorround sound) in alternativne jezikovne zapise.
- MPEG-2 ima posebno razširjeno skalabilno informacijo, zato različni dekoderji lahko dobijo različno kvaliteto na izhodu.

V MPEG-2 standardu, ki je razširitev standarda MPEG-1, so vgrajeni posebni algoritmi za učinkovito kodiranje prepletenega videa, ter razširitev podpore širokemu spektru toka bitov. 
Orodja vgrajena v MPEG-2 standard omogočajo t. i. izluščevalno kodiranje, pri katerem se uporabni deli videa rekonstruirajo iz kosov celotnega toka bitov.